# 巴西豹蟾魚
巴西豹蟾魚（学名：Opsanus brasiliensis），為輻鰭魚綱蟾魚目蟾魚科的其中一種，分布於西南大西洋區的巴西海域，體長可達31公分，為底棲性魚類。

## 外部連結
巴西豹蟾魚的圖片